# David Atherton
David Atherton (* 3. Januar 1944 in Blackpool/Lancashire) ist ein britischer Dirigent.

## Leben und Wirken
David Atherton wurde bereits 1968 von Georg Solti zum Dirigenten des Royal Opera House Covent Garden ernannt. Gleichzeitig war Atherton auch als Dirigent und musikalischer Leiter der von ihm gegründeten London Sinfonietta tätig. Er galt schon zu dieser Zeit als ein bedeutender Vertreter der Neuen Musik. Im Opernhaus Covent Garden feierte er große Erfolge und prägte dadurch das Londoner Musikleben.
Von 1989 bis 2000 war er Musikalischer Direktor des Hong Kong Philharmonic Orchestra. Daneben dirigierte er viele der berühmten Orchester in der Welt. Neben symphonischer Musik gehören Opern zu seinem künstlerischen Repertoire.